# Lophozia perssonii
Lophozia perssonii là một loài Rêu trong họ Jungermanniaceae. Loài này được H. Buch & S.W. Arnell mô tả khoa học đầu tiên..